# Nicola Cilento
Nicola Cilento (Stigliano, 10 settembre 1914 – Napoli, 16 novembre 1988) è stato uno storico e medievista italiano, rettore dell'Università degli studi di Salerno, studioso della Langobardia Minor.

## Biografia
Nacque a Stigliano, in provincia di Matera, figlio di Giuseppe Cilento e di Filomena Cavalieri e fratello di Vincenzo. Dopo gli studi elementari nel paese natale, si trasferì a Firenze dove, nel collegio Le Querce dei padri Barnabiti, compì il suo corso di studi fino alla vigilia degli esami di maturità classica, titolo che invece conseguì presso un liceo napoletano.
Frequentò la facoltà di lettere dell'ateneo napoletano, dove si laureò il 28 novembre 1940 in Lettere Classiche discutendo una tesi di Storia Medievale con il Professore Ernesto Pontieri, del quale sarebbe stato anche assistente dal 1944 al 1967. Fu compagno di studi dello storico medievista italiano Raoul Manselli, con il quale sin da allora avviò un dialogo continuo.
Abilitato all'insegnamento di Storia e Filosofia nei Licei di Stato fin dal 1941, per lunghi anni ebbe incarichi di insegnamento su queste discipline presso i più noti licei della città di Napoli, quali il Bianchi dei Padri Barnabiti, L'Umberto I, il II Liceo Scientifico e la Scuola militare Nunziatella.
Nel 1951, dopo aver vinto il concorso ordinario a cattedre nei licei di stato per la classe di Storia e Filosofia, gli viene assegnata come sede di servizio il Liceo M. Galdi di Cava dei Tirreni, distaccamento allora del più noto Tasso di Salerno, mentre nel 1968 si trasferisce al Liceo Umberto I di Napoli. In realtà presta servizio nel liceo Cavese dal 1951 al 1953, quando in seguito a un concorso viene "comandato" alla Scuola Storica Nazionale annessa all'Istituto storico italiano per il Medio Evo di Roma. Istituto in cui rimane fino al settembre del 1959, diventando nell'ottobre dello stesso anno segretario scientifico, carica ricoperta fino a tutto il 1967. Fra i suoi compagni si mettono in luce, sotto la guida di Raffaello Morghen, molti giovani che faranno la fortuna della medievistica italiana: Cinzio Violante, Raoul Manselli, Arsenio Frugoni, Elio Conti, Giovanni Tabacco e altri.
Libero docente in storia Medievale dal 1958, successivamente diventa prima Professore incaricato della medesima disciplina presso l'Università di Macerata e, dal 1 gennaio 1968, sempre nello stesso ateneo, Professore straordinario di Storia Medievale. L'anno seguente è chiamato, sempre per la stessa cattedra, dalla costituenda facoltà di Lettere dell'Università di Salerno dove insegna fino alla morte avvenuta a Napoli il 16 novembre 1988, ricoprendo anche il ruolo di Direttore dell'Istituto di Filologia e Storia Medievale e dell'annesso Centro per Archeologia Medievale a lui intitolato.
Dell'Ateneo Salernitano fu anche Rettore Magnifico nel triennio 1974-1977, avviando la progettazione della nuova sede di Fisciano, poi realizzata dai suoi successori Vincenzo Buonocore e Roberto Racinaro. Dal 1963 al 1984 fu inoltre Professore incaricato di Storia Medievale presso l'Istituto Universitario di Magistero "Suor Orsola Benincasa" di Napoli, membro del consiglio direttivo dal 1972 al 1985 e Presidente della Fondazione "Pagliara" annessa all'istituto stesso dal 1978.
Socio dell'Accademia Pontaniana e della Società napoletana di Scienze Lettere ed Arti, fu anche insignito della Medaglia d'oro ai benemeriti della cultura e dell'arte e della medaglia "Niccolò Copernico" dell'Accademia Polacca delle Scienze; quest'ultimo riconoscimento gli fu concesso per aver favorito la cooperazione italo-polacca nel campo delle ricerche di Archeologia medievale, furono infatti molteplici le indagini condotte con campagne di scavo a Salerno e soprattutto a Capaccio.
Era Grande ufficiale dell'Ordine al merito della Repubblica italiana.

## Biblioteca personale
Dopo la morte di Nicola Cilento, la sua raccolta libraria fu trasmessa in eredità al nipote Francesco Guida che, dopo alterne vicende, consapevole dell'attaccamento dello zio all'Ateneo salernitano, prese contatti con l'amministrazione universitaria.
Inizialmente destinato al Centro di Servizio di Ateneo per le Biblioteche (CSAB), il fondo fu preso in consegna dal Dipartimento di Latinità e Medioevo, presso il quale è stato collocato fino all'estate del 2014, quando è stato trasferito alla Biblioteca centrale Eduardo Renato Caianiello dell'Università di Salerno.
Ad oggi, dopo i vari trasferimenti e le inevitabili dispersioni, il fondo consterebbe di circa 3600 unità bibliografiche. Di questa raccolta, circa 52 unità appartengono al fondo denominato antico/antiquariato, 2742 sono le monografie moderne, ovvero facenti parte di volumi datati e/o collocabili dagli inizi del 1900 alla morte del possessore, e altre 860/900 unità sono riconducibili a estratti e fascicoli di periodici.
I volumi più antichi coprono un arco temporale che va dagli inizi del Settecento (il più datato è del 1703) al 1806. Di una certa importanza è la Storia ecclesiastica dell'abate Claude Fleury nell'edizione napoletana in ventisette volumi (Cervone 1767-1781). Degno di nota anche il Regno di Napoli in tre volumi di Giovan Battista Pacichelli del 1703.
Per quanto riguarda i volumi moderni si riscontra una netta predominanza della storia, seguita dalla letteratura italiana ed europea, filosofia e religione, diritto, archeologia e storia dell'arte.
Le edizioni moderne che interessano gli anni dal 1900 al 1950 sono circa un 30% del totale ed in perfetta linea con la media nazionale si ritrova una predominanza di volumi a carattere sociale-ideologico, storico-geografico e letterario.
Il restante 70% del fondo si compone di edizioni che coprono l'arco temporale che va dal 1951 alla fine degli anni 80, con particolare riguardo al periodo dell'affermazione accademica che copre gli anni 1970-1988.

## Pubblicazioni
Monografie
- Il Placito di Capua, marzo 960, Alpignano, A. Tallone, 1960. Riedito in seconda ed. Napoli-Portici, Pierrel, 1961.
- Italia Meridionale Longobarda, Milano-Napoli, Riccardo Ricciardi, 1966.
- La Metropolia di Capua (964-1964), Napoli, Stamperia Gennaro D'Agostino, 1966. Riedito con il titolo L'istituzione della Metropolia di Capua (966), in Italia Meridionale Longobarda, II ed., c. XI, pp. 184–207.
- Civiltà napoletana del Medioevo nei secoli 6.-13., Napoli, Edizioni Scientifiche Italiane, 1969.
- Italia Meridionale Longobarda, II ed. riveduta e accresciuta, Napoli, Riccardo Ricciardi, 1971.
- Poteri e strutture nell'Italia medievale del Sud, Salerno, Ed. Centro stampa dell'Università degli Studi di Salerno, 1981.
- Città e Regno nel Medioevo meridionale, Salerno, Ed. Centro stampa dell'Università degli Studi di Salerno, Salerno 1982.
- Momenti della storiografia barbarica e bizantina in Italia, Salerno, Ed. Centro Stampa dell'Università degli studi di Salerno, 1983. (Contiene un inedito dal titolo Gli studi sull'Italia meridionale bizantina, Lezione in memoria di Paolo Lamma tenuta il 17 novembre 1972 presso l'Università degli Studi di Bologna).

Monografie in collaborazione e a cura di
- La cultura e gli inizi dello studio, in Storia di Napoli, diretta da E. Pontieri, II/2, Napoli 1969, pp. 519–640.
- La Chiesa di Napoli nell'alto Medioevo, ibid., pp. 641–735.
- Per una lettura dei "Sassi" di Matera, introduzione al vol. di fotografie di L. Amirante, La città dei sassi, Napoli 1973.
- Presentazione (con W. Hensel), in Caputaquis medievale, I (ricerche 1973), Salerno 1976, p. 3s.
- I Principati longobardi dell'interno e I Ducati romanico-bizantini della costa, in Storia della Campania, a cura di F. Barbagallo, I, Napoli 1978, pp. 109–126 e 127-141.
- Le Signorie longobarde e i Ducati romanico-bizantini, nel vol. di Aggiornamento all'opera di E. Bertaux, L'art dans l'Italie meridionale, dir. da A. Prandi, (École Francaise de Rome - Università di Bari), Roma 1978, pp. 49–66.
- Presentazione del vol. Il Medioevo scavato, Catalogo della mostra dei materiali archeologici della Campania medievale, Salerno 1980.
- Presentazione del vol. I Regesti dell'Abbazia di S. Maria Nova di Calli (1098- 1513), a cura di C. Carlone e F. Mottola, Salerno-Roma 1981, p. VIIs.
- La storiografia erudita capuana, nel vol. di Atti Michele Monaco e il Seicento capuano, a cura di P. Borraro, Salerno 1981, pp. 17–24.
- Presentazione del vol. di P. Peduto, Nascita di un mestiere. Lapicidi, ingegneri, architetti di Cava dei Tirreni (secc. XI-XVI), Cava dei Tirreni, Avagliano Editore,  1982, pp. 11–13.
- Introduzione al vol. Storia del Vallo di Diano, II, Età Medievale, Salerno 1982, pp. 5–11.
- Premessa storica al vol. di A. Carucci, I mosaici salernitani nella storia e nell'arte, Cava dei Tirreni 1983, pp. 13–20.
- Momenti e problemi dell'insediamento demico e dell'organizzazione monastica nell'Italia meridionale durante il Medioevo fino all'ultima età normanna, in Raccolta di scritti in memoria di Alfonso Tesauro, Napoli 1983, pp. 93–123.
- Premessa al vol. Villaggi fluviali nella pianura pestana del sec. VII. La chiesa e la necropoli di S. Lorenzo di Altavilla Silentina, a cura di P. Peduto, Salerno 1984, p. 7s.
- Presentazione (con W. Hensel) del vol. Caputaquis Medievale, II (ricerche 1974-1980), Napoli, Pubblicazioni dell'Università di Salerno, 1984, pp. 5–7.
- La storiografia dell'età barbarica: fonti occidentali sui Barbari in Italia, in Magistra Barbaritas. I Barbari in Italia, Milano 1984, pp. 317–350. Edito anche, con il titolo La storiografia dell'età barbarica, in Momenti della storiografia barbarica e bizantina in Italia, pp. 5–32.
- Montecassino nell'Italia meridionale longobarda, in Monastica, II, Miscellanea Cassinese-46, Montecassino 1984, pp. 247–260.
- Note sull'inizio dei rapporti culturali tra Napoli e Parigi, in Parigi luoghi per una storia, Catalogo della Mostra delle incisioni della "Fondazione Pagliara" dell'Istituto Universitario "Suor Orsola Benincasa" di Napoli, Napoli 1985, pp. 11–14.
- Introduzione al vol. di A. Carucci, Il Chronicon Salernitanum (sec. X), trad. ital., Salerno 1988, pp. 15–23.
- Presentazione del vol. di F. De Santis - P. Peduto - M. I. Sessa - M. Ursoleo, Informatica e beni culturali. Un progetto per la schedatura e l'elaborazione automatica di reperti ceramici medievali, Pubblicazioni dell'Università degli Studi di Salerno, Napoli 1990, p. 7s.
- Direzioni storiche del Medioevo cassinese, vol. postumo a cura di F. Avagliano, Premessa di G. Sangermano, Introduzione di C. D. Fonseca, contiene un inedito dal titolo "Rem tene verba sequentur". Nuove postille in margine al Placito di Capua, relazione letta nel Teatrino di corte della Reggia di Caserta il 3 marzo 1988 per la presentazione del vol. di A. Gentile, Carte campane del secolo decimo nell'Abbazia di Montecassino. I Giudicati di Capua Sessa e Teano con formule testimoniali in volgare, (Società di Storia patria di Terra di Lavoro, Caserta 1988), Montecassino 1988.
- le voci Capua e Cilento in Lexikon des Mittelalters, coll. 1490s. e 2084.
- le voci Abamonte, Abula, Abdila, Adelberto, Adelchisa (figlia di Arechi Adelchisa (moglie di Sicardo), Adelferio (di Bari), Adelferio (di Benevento), Adelferio (di Amalfi), Adelperga, Ademario (di Salerno), Ademario (di Capua), Adelchi, Adele, Aione (duca di Benevento), Aione (principe di Benevento), Alfano (arcivescovo di Capua), Atenolfo I (di Capua), Atenolfo II (di Capua), Atenolfo III (di Capua), in Dizionario Biografico degli Italiani.

Atti di convegni
- L'istituzione della sede arcivescovile metropolitana di Capua nel suo significato politico e religioso, in Atti del Convegno nazionale di studi storici promosso dalla Società di Storia Patria di Terra di Lavoro (26-31 ott. 1966), Roma 1967, pp. 87–101.
- Le incursioni saraceniche in Calabria, in Atti del IV Congresso storico calabrese (ottobre 1968), Napoli 1969, pp. 211–233. Riedito con il titolo Le incursioni saraceniche nell'Italia meridionale, in Italia Meridionale Longobarda, II ed., c. IX (II parte), pp. 148–166.
- La storiografia nell'Italia meridionale, in La storiografia altomedievale, Atti della XVII Settimana di studio del Centro italiano di studi sull'alto Medioevo, (10-16 aprile 1969), Spoleto 1970, pp. 521–556. Riedito con il titolo Cultura e storiografia nell'Italia meridionale fra i secoli 8. e 10., in Italia Meridionale Longobarda, II ed., c. V, pp. 52–71.
- Gli studi sull'Italia meridionale longobarda, in Atti del Convegno di studi longobardi, (Udine 1969), Deputazione di Storia Patria per il Friuli, Udine 1970, pp. 59–71. Riedito in Italia Meridionale Longobarda, II ed., c. III, pp. 25–35.
- La cultura di Manfredi nel ricordo di Dante, in Dante e la cultura sveva, Atti del Convegno di studi (Melfi, 2-5 nov. 1969), Firenze 1970, pp. 3–15.
- A proposito della storia di Napoli nel Medioevo, ibid., pp. 53–57.
- Cultura e storia dell'Italia meridionale longobarda, in La civiltà dei Longobardi in Europa, Atti del Convegno internazionale (Roma, Cividale del Friuli, 24-28 maggio 1971), Accademia nazionale dei Lincei, Quaderno 189, Roma 1974, pp. 193–201.
- In margine alle celebrazioni salernitane di Tommaso d'Aquino, in Incontri culturali del Centro internazionale di studi e relazioni culturali, Viterbo 1975, pp. 246–248.
- Una matrice storica di scarsa coesione territoriale, in Atti del XXII congresso geografico italiano, (Salerno, 18-22 aprile 1975), Napoli 1975, pp. 261–265.
- Giacomo Racioppi medievista, in Giacomo Racioppi e il suo tempo, Atti del I Convegno nazionale di studi sulla storiografia lucana (Rifreddo - Moliterno, 26-29 settembre 1971), a cura di P. Borraro, Galatina 1975, pp. 3–9.
- "Medievalità" di Dante, in Dante nel pensiero e nella esegesi dei secoli XIV e XV, Atti del III Congresso nazionale di studi danteschi, (Melfi, 27 settembre -2 ottobre 1970), Firenze 1975, pp. 21–29.
- Centri antichi, scomparsi e nuovi nella Campania medievale, in Atti del Colloquio internazionale di Archeologia medievale, (Palermo-Erice, 20-22 settembre 1974), Istituto di Storia Medievale - Università di Palermo, I, Palermo 1976, pp. 155–163.
- Prospezione storica della questione meridionale, in La Questione Meridionale da Giustino Fortunato ad oggi, Atti del III Convegno nazionale di storiografia lucana (Rionero in Vulture, 14-18 ottobre 1973), a cura di P. BORRARO, Galatina 1977, pp. 25–33.
- I Greci nella cronachistica Longobarda e Normanna, in Il passaggio dal dominio bizantino allo Stato normanno nell'Italia meridionale, Atti del II Convegno internazionale di studi sulla Civiltà Rupestre nel Mezzogiorno d'Italia (Taranto, 31 ottobre - 4 novembre 1973), Taranto 1977, pp. 121–142.
- Considerazioni, in Mezzogiorno e Fascismo, Atti del Convegno nazionale di studi promosso dalla Regione Campania, (Salerno-Monte S. Giacomo, 14-11 dicembre 1975), Napoli 1978, I, pp. 13–17 e II, pp. 853–859.
- Insediamento demico e organizzazione monastica, in Potere, Società e Popolo nell'età dei due Guglielmi, Atti delle IV Giornate normanno-sveve del Centro di studi normanno-svevi dell'Università di Bari (Bari-Gioia del Colle, ottobre 1979), Bari 1981, pp. 173–199. Riedito con il titolo Momenti e problemi dell'insediamento demico e dell'organizzazione monastica nell'Italia meridionale durante il Medioevo fino all'ultima età normanna, in Poteri e strutture nell'Italia medievale del Sud, pp. 39–76.
- Le premesse storiche della politica "meridionale" di Federico I: la "Suditalienische Kaiserpolitik", nel vol. di Atti Federico Barbarossa nel dibattito storiografico in Italia e in Germania, a cura di R. Manselli e J. Riesmann, (Trento, 8-13 settembre 1980), Annali dell'Istituto storico italo-germanico, Quaderno 10, Bologna 1982, pp. 233–263.
- La coscienza del Regno nei Cronisti meridionali, in Potere, Società e Popolo tra età normanna ed età sveva, Atti delle V giornate normanno-sveve del Centro di Studi normanno-svevi dell'Università di Bari, (Bari-Conversano, 26-28 ottobre 1981), Bari 1983, pp. 165–184.
- Sulla tradizione della Salvatio Romae: la magica tutela della città medievale, in Roma anno 1300, Atti del Congresso internazionale di storia dell'arte medievale (Roma, 19-24 maggio 1980), Roma 1983, pp. 695–703. Edito con titolo La magica tutela della città medievale: la "Salvatio Romae", in Città e Regno nel Medioevo meridionale, pp. 85–102.
- Ricordo di Marco Galdi, in Marco Galdi. Atti del Convegno di studi per il Centenario della nascita (1880-1980), (Cava dei Tirreni, 27-28 settembre 1980), Roma 1983, pp. 57–63.
- Città e società cittadina nell'Italia meridionale del Medioevo: origine, sviluppo e crisi nelle fonti e nel dibattito storiografico, in Atti del convegno Aristocrazia cittadina e ceti popolari nel tardo Medioevo in Italia e in Germania, a cura di R. Elze e G. Fasoli, (Trento, 7-14 settembre 1981), Annali dell'Istituto storico italo-germanico, Quaderno 13, Bologna 1983, pp. 195–222. Pubblicato anche nel vol. Gli ordini mendicanti e la città. Aspetti architettonici, sociali e politici, a cura di J. Raspi Serra, Milano 1990, pp. 107–132.
- Il rischio islamico, in Una grande abbazia altomedievale: San Vincenzo al Volturno, Atti del I Convegno di studi sul Medioevo meridionale, (Venafro-S. Vincenzo al Volturno, 19-22 maggio 1982), a cura di F. Avagliano, Miscellanea Cassinese - 51, Montecassino 1985, pp. 31–39.
- S. Vincenzo al Volturno e l'Italia meridionale longobarda e normanna, ibid., pp. 43–53.
- In memoria di don Tommaso Leccisotti, in Don Tommaso Leccisotti (1895-1982) Storico della civiltà monastica del Mezzogiorno medievale, Atti del Seminario di studi (Torremaggiore, 8 maggio 1983), a cura di F. Avagliano, Miscellanea Cassinese - 54, Montecassino 1987, p. 63s.
- La Riforma Gregoriana, Bisanzio e l'Italia meridionale, in La Riforma gregoriana e l'Europa, Atti del Congresso internazionale (Salerno, 20-25 maggio 1985), in Studi Gregoriani. Per la storia della "Libertas Ecclesiae", XIII, Roma 1989, pp. 353–372.
- I rapporti fra Ischia e il Ducato di Napoli nel Medioevo, in La tradizione storica e archeologica in età tardo antica e medievale: i materiali e l'ambiente, Atti del I Colloquio di studi ischitani per il 17º Centenario di S. Restituta (Ischia, 6-8 maggio 1984), Centro di studi su l'isola d'Ischia, Ischia 1989, pp. 97–112.
- Itinerario del monachesimo italo-greco attraverso l'Italia meridionale longobarda fino a Grottaferrata, Atti del I Colloquio internazionale "Fatti, patrimoni e uomini intorno all'Abbazia di S. Nilo nel Medioevo", (Grottaferrata, aprile 1985), in «Bollettino della Badia greca di Grottaferrata», N. S., XLI - 1987 (ma 1989), pp. 89–100.
- Capua e Montecassino nel secolo IX, in Montecassino dalla prima alla seconda distruzione. Momenti e aspetti di storia cassinese (seco. VI-IX), Atti del II Convegno di studi sul Medioevo meridionale (Cassino-Montecassino, 27-31 maggio 1984), a cura di F. Avagliano, Miscellanea Cassinese - 55, Montecassino 1987 (ma 1990), pp. 347–362.
- Presentazione, in Atti della Giornata di studi "La necropoli di Vicenne nella piana di Boiano. Il Sannio tra Tardo Impero e Alto Medioevo" (Boiano, 1 novembre 1988), in «Conoscenze. Rivista della Soprintendenza archeologica e per i beni ambientali architettonici e storici del Molise», 4, 1988, (ma 1990), pp. 16–19.
- I rapporti di Montecassino e Salerno longobarda: la penetrazione del movimento di Riforma della Chiesa nell'Italia meridionale, in Alfano I Montecassino e Salerno, Atti del III convegno di studi sul Medioevo meridionale (Salerno, 9-11 aprile 1987), a cura di F. Avagliano, Miscellanea Cassinese, Montecassino.
- L'opera di Desiderio abate cassinese e pontefice per il rinnovamento della Chiesa dell'Italia meridionale nell'età gregoriana, in L'età dell'abate Desiderio, III/1, Storia Arte e Cultura, Atti del IV Convegno di studi sul Medioevo meridionale in occasione del IX Centenario della morte dell'abate Desiderio (Montecassino-Cassino, 4-8 ottobre 1987), a cura di F. Avagliano e O. Pecere, Miscellanea Cassinese - 67 , Montecassino 1992 (ma 1995), pp. 153–168.
- Il problema della istituzione delle sedi metropolitiche nell'Italia meridionale in Campania, in La Chiesa di Amalfi nel Medioevo, Atti del Congresso internazionale per il Millenario dell'Archidiocesi di Amalfi (987-1987), (Amalfi-Scala-Minori, 4-6 dicembre 1987), Centro di cultura e storia amalfitana - Atti 3, Amalfi 1996, p. 13-24.
- Il Principato di Capua e il Ducato di Gaeta, in Il Ducato di Gaeta (IX-XII), Atti del V Convegno di studi sul Medioevo meridionale (Gaeta-Fondi-Miniurno 23-28 ottobre 1988), a cura di F. Avagliano, Gaeta 1988, pp. 144 s.
- Odo di Chatillon - Urbano II, in Urbano II e l'Anno Mille a Terracina, Atti della Giornata di studio per il 900º anniversario dell'incoronazione del Pontefice (Terracina, 30 ottobre 1988).
- La magica tutela dei luoghi fortificati: il mito di Castel dell'Ovo, in Castelli e vita di castello. Testimonianze storiche e progetti ambientali, Atti del IV Congresso internazionale organizzato dall'Istituto italiano dei castelli - sez. Campania, (Napoli - Salerno 24-27 ottobre 1985), Napoli 1994, pp. 17–23.

Articoli di riviste
- Un falsario delle fonti per la storia della Campania medievale: Francesco Maria Pratilli (1689-1763), in «Archivio Storico Napoletano», 5, XXXII (1950-1951), pp. 119–135. Riedito col titolo Il falsario della storia dei Longobardi meridionali: Francesco Maria Pratilli (1689-1763), in Italia Meridionale Longobarda, c. III, pp. 24–39 e in Italia Meridionale Longobarda, II ed., c. IV, pp. 36–51.
- Recensione a R. LEWIS, Nawal Power and Trade in the Mediterranean, A. D. 500-1100, New Jersey 1951, in «Archivio Storico Napoletano», cit., pp. 267–271.
- Le condizioni della vita nella Contea longobarda di Capua (seconda metà del IX secolo), in «Rivista Storica Italiana», LXIII (1951), pp. 437–468. Riedito con il titolo Società economia e civiltà nella Contea longobarda di Capua nel IX secolo, in Italia Meridionale Longobarda, II ed., c. IV, pp. 242–277.
- Di Marino Freccia erudito napoletano del cinquecento e di alcuni codici di cronache medievali a lui noti (Premessa allo studio del codice Vat. Lat. 5001), in «Bullettino dell'Istituto storico italiano per il Medio Evo e Archivio Muratoriano», LXVIII (1956), pp. 281–309. Riedito con il titolo La tradizione manoscritta di Erchemperto e del "Chronicon Salernitanum", in Italia Meridionale Longobarda, c. VI, pp. 73–102 e in Italia Meridionale Longobarda, II ed., c. VIII, pp. 105¬134.
- La Cronaca dei Conti e dei Principi di Capua dei codici Cassinese 175 e Cavense 4 (815-1000), in «Bullettino dell'Istituto storico italiano per il Medio Evo», LXIX (1957), pp. 1–65. Riedito con il titolo La cronaca della dinastia capuana, in Italia Meridionale Longobarda, c. VII, pp. 103–174 e in Italia Meridionale Longobarda, II ed., app. I, pp. 279–346.
- I Saraceni nell'Italia meridionale nei secoli IX e X, in «Archivio storico per le Province Napoletane», N.S. , XXXVIII (1958), pp. 109–122. Riedito con il titolo Le incursioni saraceniche nell'Italia meridionale, in Italia Meridionale Longobarda, c. VIII, pp. 175–189 e in Italia Meridionale Longobarda, II ed., c. IX (I parte), pp. 135–148.
- La cronaca dell'Anonimo di Salerno (a proposito della ed. Westerbergh del Chronicon Salernitanum), in «Archivio storico per le Province Napoletane», XXXVIII, cit., pp. 325–330. Riedito con il titolo L'Anonimo di Salerno, in Italia Meridionale Longobarda, c. V, pp. 65–72 e in Italia Meridionale Longobarda, II ed., c. VII, pp. 97–104.
- Recensione a F. Russo, Gioacchino da Fiore e le fondazioni florensi in Calabria, Napoli 1958, e ad A. CROCCO, Gioacchino da Fiore. La più singolare ed affascinante figura del Medioevo cristiano, Napoli 1960, in «Studi Medievali», III S., I/2, pp. 586–590.
- Capua mille anni fa, in «L'interprete», VI (1960), f. 8, pp. 16–21.
- La struttura del racconto nelle Cronache benedettino-cassinesi della Longobardia meridionale nei secc. IX e X, in «Bullettino dell'Istituto storico italiano per il Medio Evo», LXXIII (1962), pp. 85–112. Riedito con il titolo I Cronisti della Longobardia minore, in Italia Meridionale Longobarda, c. IV, pp. 40–64 e in Italia Meridionale Longobarda, II ed., c. VI, pp. 72–96.
- Ricordo di Paolo Lamma, in «Bullettino dell'Istituto storico italiano per il Medio Evo», cit., pp. 279–286.
- Sul preteso scambio di lettere tra il "Basileus" e Carlo Magno, in «Bullettino dell'Istituto storico italiano per il Medio Evo», LXXV (1963), pp. 23–42. Riedito con il titolo Un falso documento e i rapporti fra Oriente e Occidente nella Longobardia meridionale, in Italia Meridionale Longobarda, c. X, pp. 207–224 e in Italia Meridionale Longobarda, II ed., c. XII, pp. 208–225.
- Sant'Angelo in Formis nel suo significato storico (1072-1087), in «Studi Medievali», III S., IV/2 (1963), pp. 799–812. Riedito con il titolo Sant'Angelo in Formis, in Italia Meridionale Longobarda, c. XI, pp. 225–239 e in Italia Meridionale Longobarda, II ed., c. XIII, pp. 226–241.
- La storia della Longobardia minore, in «Cultura e Società», 10 (1964), pp. 83–90. Riedito con il titolo La Longobardia minore, in Italia Meridionale Longobarda, c. I, pp. 1–10 e in Italia Meridionale Longobarda, II ed., c. I, pp. 1–11.
- Le origini della Signoria Capuana nella Longobardia Minore, in «Studi Storici», 69-70, Roma 1966.
- Temi fondamentali della storia dell'Italia meridionale nell'alto Medioevo, in «Annali della Facoltà di Lettere e Filosofia dell'Università di Macerata», I (1968), pp. 11–23. Riedito con il titolo Nota introduttiva in Civiltà napoletana del Medioevo nei secoli 6.-13., pp. VII-XV.
- Il significato della "translatio" dei corpi dei vescovi napoletani dal cimitero di S. Gennaro "extra moenia" nella basilica della Stefania, in «Campania Sacra», I (1970), pp. 1–6.
- La Congregazione Cavense e l'opera riformatrice della Chiesa, in «Campania Sacra», 2 (1971), pp. 14–21.
- La politica meridionale di Gregorio VII nel quadro della Riforma della Chiesa, discorso in occasione del "IX Centenario della elevazione al pontificato di S. Gregorio VII (23 aprile 1073)", in «Bollettino del clero di Salerno», n. 9 (sett. 1973), pp. 641–657.
- Origine e struttura della città in Campania, in Atti del Colloquio italo-polacco, (Salerno, 10 dicembre 1973), in «Bollettino di Storia dell'arte dei Centro di studi per i nuclei antichi e documenti artistici della Campania medievale», 2 (1974), pp. 13–19.
- Le origini storiche e sociali del banditismo meridionale, in «Archivio storico per la Calabria e la Lucania», XLII (1975), pp. 19–30.
- Il Medioevo nella storiografia di Alessio Simmaco Mazzocchi, in «Archivio storico di Terra di Lavoro», IV (1975), pp. 189–198.
- Luoghi di culto, iconografia e forme della religiosità popolare nella società lucana fra Medioevo ed Età Moderna, in «Ricerche di storia sociale e religiosa», N. S., IV/7-8 (1975), pp. 247–267. Riedito in Società e religione in Basilicata, Atti del Convegno, I, Roma 1977, pp. 557–577.
- Il Convegno Cassinese dell'ottobre 1071, in «Quaderni Medievali», 2 (1976), pp. 143–152.
- Alle origini della idealizzazione della guerra, in «Rivista Militare», CII (1979), 2, pp. 30–34.
- Da Carlo Martello all'Assemblea di Strasburgo, in «Roma», a. 118, n. 146 (domenica 1 giugno 1979), p. 3.
- Segni e sopravvivenze della Lucania bizantina, in «Quaderni di vita culturale», 2, a cura dell'Amministrazione Comunale, Matera 1980, pp. 23–59.
- I rapporti del "Comune pugliese" con le città delle due sponde adriatiche negli studi di Francesco Carabellese, in «Archivio Storico Pugliese», XXXIV (1981), ff. I-IV, pp. 41–53 e in «Studi Storici Meridionali», I (1981), 1/2, pp. 84–97.
- Recensione a U. Schwarz, Amalfi im frahen Mittelalter (9.11. Jahrhundert). Untersuchungen zur Amalfitaner Uberlieferung, Tubingen 1978, in «Cahiers de civilisation médiévale», XXIV (1981), 2, pp. 162–164.
- La politica "meridionale" di Gregorio VII nel contesto della Riforma della Chiesa, in «Rassegna Storica Salernitana», N. S., II/1 (1985), 3, pp. 123–136.
- La Lucania bizantina, in «Bollettino Storico della Basilicata», 1 (1985), pp. 95– 107.
- La magia della scrittura, in «Rassegna del Centro di Cultura e Storia Amalfitana» VIII (1988), 15-16, pp. 203–210.
- Il latino del Chronicon Salernitanum, in «Rassegna Storica Salernitana», N. S., VI (1989), 11, pp. 7–19.
- La magica tutela dei luoghi fortificati, in «Quaderni Medievali», 31-32 (1991), pp. 153–162.

Materiale minore (dispense, etc.)
- Federico II di Hohenstaufen e il suo tempo, con particolare riguardo alla situazione storica dell'Italia meridionale nel XIII secolo, voll. 2, Salerno 1973.
- Gli aspetti della civiltà europea intorno all'anno Mille, con particolare riguardo alla società dell'Italia meridionale, Salerno 1974.
- Problemi storici e storiografici relativi alla fine del mondo antico ed all'inizio del Medioevo, Salerno 1975.